# یواس‌اس ولورین (آی‌ایکس-۶۴)
یواس‌اس ولورین (آی‌ایکس-۶۴) (به انگلیسی: USS Wolverine (IX-64)) یک کشتی بود که طول آن ۵۰۰ فوت (۱۵۰ متر) بود. این کشتی در سال ۱۹۱۲ ساخته شد.